# Deutsch-Asiatische Gesellschaft
Die Deutsch-Asiatische Gesellschaft wurde im Oktober 1901 gegründet mit Sitz in Berlin, um die deutschen Interessen in Asien zu stärken und zu fördern, indem sie das „große Publikum über die Bedeutung unsrer asiatischen Interessensphären und unsrer weltpolitischen Beziehungen zu Asien überhaupt aufzuklären sucht und zur Erreichung dieses Zweckes Vortragsabende und wissenschaftliche Disputationen veranstaltet und besondere Schriften herausgibt“ (Satzung).

## Geschichte
Die Gesellschaft gliederte sich in Sektionen, die eine wissenschaftliche und volkswirtschaftliche Bearbeitung bestimmter Gebiete zur Aufgabe hatten (Vorderasien, Britisch-Asien, Innerasien etc.). Organ der Gesellschaft war die seit Oktober 1902 monatlich beim Verlag C. A. Schwetschke & Sohn, ab 1909 beim Paetel-Verlag erscheinende Zeitschrift »Asien« (zugleich Organ der Münchener Orientalischen Gesellschaft (seit 1901 mit Hugo Grothe)). Präsident der Gesellschaft von 1901 bis 1916 war der in der Türkei engagierte General Freiherr Colmar von der Goltz-Pascha, sein Nachfolger der hohe Diplomat Ludwig Raschdau, einer der Vizepräsidenten der alldeutsche General Eduard von Liebert, Schriftführer und Herausgeber der Zeitschrift »Asien« der vielfältig tätige Verbandsfunktionär Max Vosberg-Rekow. Außerdem gab es eine Schriftenreihe und ein Asiatisches Jahrbuch (1912–1914). Es bestand eine enge Kooperation mit dem Hamburger Ostasiatischen Verein, um die deutschen China-Interessen zu wahren.
Ursprünglich war geplant, eine Anatolische Gesellschaft zu gründen, doch sah die Deutsche Bank ihre gesamtasiatischen Interessen gefährdet. So bestand bereits seit 1889 eine Deutsch-Asiatische Bank.
1919 fusionierte die Gesellschaft mit dem Deutsch-Chinesischen Verband (seit 1914) zum Verband für den Fernen Osten, der bis 1944 als Organ die Ostasiatische Rundschau herausgab. 1949 folgte ihr wiederum die Übersee-Rundschau, herausgegeben durch den Ostasiatischen Verein bzw. die Deutsch-Ostasiatische Gesellschaft (DOAG) und andere Übersee-Verbände.
Im Jahr 1979 wurde eine neue Deutsch-Asiatische Gesellschaft in West-Berlin als Nachfolger der Deutsch-Ostasiatischen Gesellschaft gegründet. Heute bestehen auch in Frankfurt am Main und Leipzig lokale Gesellschaften. Seit der Dekolonisation haben sich zahlreiche bilaterale Gesellschaften etabliert, so die Deutsch-Indische Gesellschaft seit 1953, die Deutsch-Thailändische Gesellschaft seit 1961, die Deutsch-Koreanische Gesellschaft und die Deutsch-Arabische Gesellschaft seit 1966.

## Publikationen
- Asien, Zeitschrift 1902 bis 1919 digitale Fassung online.